# Suite escita
La Suite escita, op. 20, es una suite compuesta por Serguéi Prokófiev entre el verano de 1914 y finales de 1915. El propio autor dirigió el estreno el 29 de enero de 1916, en San Petersburgo.

## Antecedentes
La Suite escita nace de un encargo de los Ballets Rusos de Diáguilev en 1915 para componer un ballet titulado Ala y Lolli. El proyecto se quedó en agua de borrajas y Prokófiev dejó la obra en una suite orquestal, con una duración de 20 minutos, y en cuatro movimientos programáticos: Invocación a Veles y Ala, El dios malvado y la danza de los monstruos paganos, La noche y La gloriosa marcha de Lolli y el cortejo del Sol.
La obra, que se caracteriza por su colorido y violencia primitivista, fue un escándalo en su estreno en Petrogrado al año siguiente, enfureciendo a compositores destacados de la escuela rusa como Glazunov.

## Adaptaciones
La pieza The Enemy God Dances with the Black Spirits del álbum Works Volume 1 del grupo de rock progresivo Emerson, Lake & Palmer es un arreglo del 2º movimiento.